# Ріардан (Вашингтон)
Ріардан (англ. Reardan) — місто (англ. town) в США, в окрузі Лінкольн штату Вашингтон. Населення — 637 осіб (2020).

## Географія
Ріардан розташований за координатами 47°40′12″ пн. ш. 117°52′43″ зх. д. / 47.67000° пн. ш. 117.87861° зх. д. (47.670094, -117.878575).  За даними Бюро перепису населення США в 2010 році місто мало площу 1,28 км², з яких 1,27 км² — суходіл та 0,01 км² — водойми.

## Демографія
Згідно з переписом 2010 року, у місті мешкала 571 особа в 240 домогосподарствах у складі 160 родин. Густота населення становила 446 осіб/км².  Було 255 помешкань (199/км²).
Расовий склад населення:
| - 92,5 % — білих - 4,7 % — корінних американців - 0,5 % — чорних або афроамериканців - 0,4 % — азіатів |

До двох чи більше рас належало 1,9 %. Частка іспаномовних становила 2,5 % від усіх жителів.
За віковим діапазоном населення розподілялося таким чином: 24,7 % — особи молодші 18 років, 59,5 % — особи у віці 18—64 років, 15,8 % — особи у віці 65 років та старші. Медіана віку мешканця становила 43,2 року. На 100 осіб жіночої статі у місті припадало 89,7 чоловіків;  на 100 жінок у віці від 18 років та старших — 86,1 чоловіків також старших 18 років.
Середній дохід на одне домашнє господарство  становив 57 756 доларів США (медіана — 40 500), а середній дохід на одну сім'ю — 63 644 долари (медіана — 55 455). За межею бідності перебувало 25,8 % осіб, у тому числі 52,8 % дітей у віці до 18 років та 0,0 % осіб у віці 65 років та старших.
Цивільне працевлаштоване населення становило 250 осіб. Основні галузі зайнятості: освіта, охорона здоров'я та соціальна допомога — 38,4 %, сільське господарство, лісництво, риболовля — 14,0 %, публічна адміністрація — 7,2 %, роздрібна торгівля — 6,0 %.